# Хемангиоендотелиом
Хемангиоендотелиомът е семейство от васкулярни тумори със средна злокачественост.

## Признаци и симптоми
Описвани са като маси, които попадат между хемангиом и ангиосарком. Те са васкулярни тумори, които най-често засягат черния и белите дробове, както и опорно-двигателната система, въпреки че често се наблюдава развитие и в други части на тялото, включително главата и врата, лимфните възли, плеврата, ретроперитонеалното пространство, петите и стомаха.

## Диагностика

### Класификация
Хемангиоендотелиомите могат да бъдат класифицирани като:
- Епителиоид хемангиоендотелиом е рядко срещан васкулярен тумор, описан за първи път от Стивън Билингс, Андрю Фолп и Шарън Уейс през 2003 г. Тези тумори са наречени така, защото хистологичният им образ напомня на пролиферация на епителиоидни клетки с полигонална форма и еозинофилна цитоплазма.
- Космопозитния хемангиоендотелиом е ангиосарком от нисък клас, обикновено появяващ се при възрастни, въпреки че има случаи на възникване и при деца.
- Вретеноклетъчния хемангиоендотелиом е васкулярен тумор, описан за първи път през 1986 от Шарън Уейс, често срещащ се при децата и подрастващите. Тези тумори са класифицирани от доктор Уейс като „вретеноклетъчна хемангиома“ през 1996 г, вместо като хемангиоендотелиом, заради позитивните прогнози при 78 пациента.
- Реформиран хемангиоендотелиом (познат също като „Хемангиоендотелиома на хобела“) е ангиосарком от нисък клас, описан за първи път през 1994.

## Лечение
Методите на лечение са различни и зависят от мястото и размера на тумора, наличието на метастази и специфични индивидуални фактори. Хирургическа ресекция, радиотерапия и химиотерапия са използвани при лечение, въпреки че все още предстои да бъдат проведени изследвания за определяне на шансовете за оцеляване.